# Dějiny zvonařství
Počátek zvonařství lze klást do doby 3. tisíciletí př. n. l. v Mezopotámii, kdy byly vyráběny nejstarší známé zvony světa. První odlévané zvony pořizují křesťanští mniši od 5. století. V té době jsou zvony užívány především v klášterech. Do kostelů a měst se začínají rozšiřovat od 10. století. Ve 12. století získávají zvony svůj charakteristický zvonovitý tvar, od 16. století už mají dnešní podobu včetně tvaru čepce, koruny a systému zavěšení.
Nejstarší zvony na českém území máme doloženy v 9. století. Od 14. století se v českých zemích začínají zvony také vyrábět. Svého vrcholu co do počtu i kvality výrobků dosáhne české zvonařství v 16. století. Po třicetileté válce dochází k jeho úpadku. Nejvíce jsou zvony postiženy rekvizicemi první a druhé světové války, které zničily asi dvě třetiny českých zvonů. Ve 2. polovině 20. století v Česku působí tři velké zvonařské dílny, a sice Rudolf Perner v Českých Budějovicích, Manouškové v Praze na Zbraslavi a Dytrychové v Brodku u Přerova.

## Nejstarší zvony světa
Pravděpodobně nejstarší nález zvonu pochází z Ninive, a to ze 3. tisíciletí př. n. l.. Modlitební zvonky jsou doloženy také ve starověké Palestině, Číně a Egyptě, později také ve Starověkém Řecku, kde se zvonky svolával lid k obětem, ve Starověkém Římě se pak zvonilo i s účelem ryze světským, např. při otevření lázní, shromážděních lidu apod.
Lze tedy říci, že zvony provázely člověka už v nejstarších kulturách, jednalo se však zpravidla o zvony malých rozměrů, vyráběných spojováním tepaných plátů, od dnešních zvonů odlišných velikostí i tvarem.
První skutečné zvony, odlévané a zavěšované na věžích kostelů jsou spojeny až se vznikem křesťanské církve, a to především západořímské větve. O zavedení zvonů jako prostředku ke svolávání věřících se zasloužil především biskup Paulinus z Noly v Kampánii (zemřel r. 431), o němž legenda praví, že byl prvním křesťanským zvonařem. Ve skutečnosti Paulinus pravděpodobně nikdy zvony neodléval. O další rozšíření zvonů se zasloužili svými nařízeními např. papež Řehoř Veliký a zejména sv. Sabinián, který v r. 604 zavádí pravidelné zvonění k modlitbám čtyřikrát za den a třikrát za noc.
Ve východní církvi se už tehdy projevují odlišnosti, což je vidět i na způsobu svolávání věřících k modlitbám, kde se až do 9. století neužívají zvony, ale tzv. hagiosideron (též semantra), kovová deska, do níž se tluče. Když na východě na chvíli předběhneme dobu, můžeme říci, že po obsazení Konstantinopole Turky byly ve městě zvony zakázány s odůvodněním, že muslimské ženy nemohou při zvonění rodit – ostatně muslimové se k modlitbě svolávají, takže zvony nepotřebují.

## Zvony ve středověku
V latinské církvi se odlévání zvonů šířilo spolu s křesťanstvím po Evropě, v 5.–7. století tak byli nejvýznamnějšími slévači zvonů Irové, v Irsku se také nachází nejstarší evropský bronzový zvon. I v této době se ovšem častěji vyrábějí zvony spíše tepané, někdy čtverhranného tvaru, jejichž výroba byla snazší, ale zvukový efekt nebyl velký, což ovšem příliš nevadilo, protože zvony byly určeny především pro kláštery, kde měly mnichy upozorňovat na čas k modlitbě, takže zvukový dosah zvonů nebyl podstatný. V benediktinských klášterech se zvony také vyráběly, zejména od dob Karla Velikého. Ten také zakázal svěcení zvonů, ale to bylo za čas obnoveno papežem Janem XIII. (zemřel r. 972) a od této doby dostávají zvony při svěcení jména. První zvon, posvěcený r. 968 dostal jméno „Jan“. Od 7. století se zvony stěhují z klášterů také do kostelů, kde se asi v 10. století stanou běžnými. S tím souvisí i zvyšování nároků na kvalitu zvuku zvonů, protože jich začíná být třeba nejen v klášterech, ale také v rozvíjejících se městech, kde nabývají širšího uplatnění. Bylo proto třeba zdokonalit tvar zvonů. Zpočátku měly tvar spíše soudkovitý a úlovitý s klenutým čepcem, zřejmě vytvořený pod orientálním vlivem, kde jsou dodnes pořizovány zvony soudkovitého tvaru s celou stěnou kromě věnce stejně silnou. Později byly tvořeny zvony tvaru homolovitého (jako jakýsi přechodný typ) a ve 12. století se konečně začínají prosazovat zvony gotického typu – zvonovitého tvaru s horním průměrem, rovnajícím se polovině průměru dolního a protáhlým krkem, kdy výška zvonu někdy i značně přesahuje průměr zvonu; šířka stěn je největší na věnci, na krku naopak nejmenší, směrem vzhůru se zase mírně rozšiřuje. Velmi málo víme o tvaru srdce z raných dob, protože ta původní se zachovala jen zcela výjimečně.
Zvonaři tehdy sice už v některých případech dokázali sladit zvuk několika zvonů, ale protože ve svých poznatcích vycházeli od malých zvonků, u nichž nejsou tak důležité všechny tóny, nezdařilo se jim vždy vytvořit zvon s hlasem podle jejich představ. V tomto směru jim nemohly pomoci ani orientální vzory, a proto byla cesta k dokonalému zvuku velmi dlouhá. Jedním z pokusných řešení byla tzv. foramina (tzn. otvor), což byly trojúhelné otvory v čepci zvonu s účelem lepšího vyznění svrchních tónů. Ač bylo toto řešení dosti nespolehlivé, získalo si na čas velkou tradici (v Číně či Rusku se někdy užívá dodnes), a proto i později, při odklonu od této praktiky, můžeme na zvonech najít náznaky na tyto otvory, jakési trojúhelné rámečky, jejichž význam tedy nebyl v pravém slova smyslu ornamentální, ale spíše tradiční. Ustálil se také poměr kovů ve zvonovině, jaký se užívá až dodnes, tedy 78 % mědi a 22 % cínu. Problémem ovšem dlouho bylo, jak připravit dokonale čistý kov a přesně odměřit jednotlivé poměry.
Můžeme tedy shrnout, že raný středověk dospěl k poměrně dobrému tvaru těla zvonu, pro pozdější dobu však zbývalo zapracovat na tvaru čepce, zdokonalit výzdobu a vytvořit správné zavěšení zvonu.

## Počátky zvonařství v českých zemích

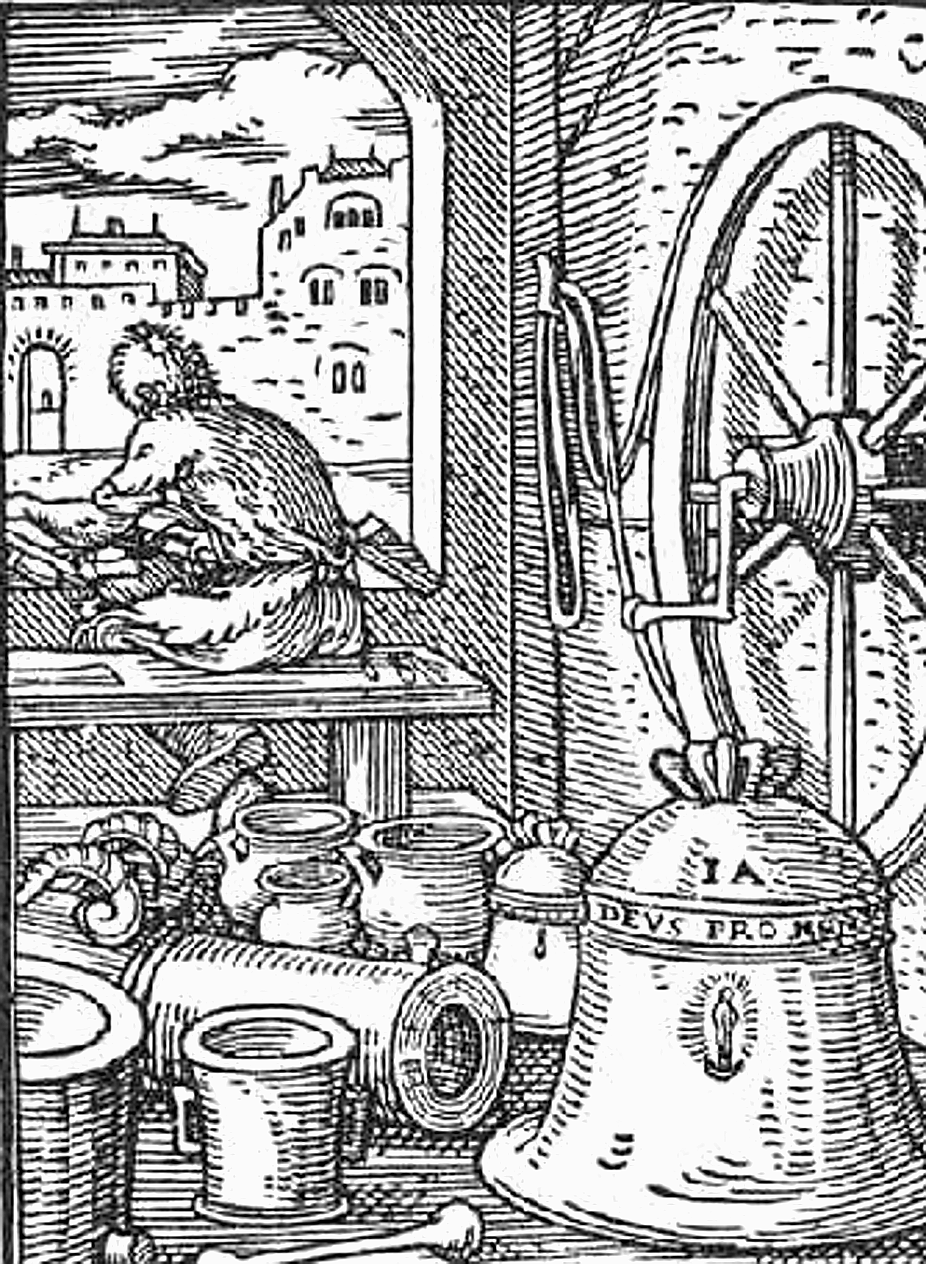
Pohled do historické zvonařské dílny, Norimberk roku 1568

Nejstarší zvonařskou památkou na českém území je střep zvonu, pocházející z doby Velkomoravské říše, nalezený v Mikulčicích (okres Hodonín), které byly významným střediskem Velké Moravy. První písemné zprávy o zvonech na českém území najdeme v Proglasu z konce 9. století, a v Kristiánově legendě a zprávě Ibrahima ibn Jákuba z 10. století. Až do 13. století zůstávají v Česku zvony velkých rozměrů vzácností, o čemž svědčí i zpráva o tažení knížete Břetislava I. do Hnězdna, kde jsou zvony uvedeny jako jedna z položek kořisti, přivezené do Čech.
První zvonařské dílny v Česku zakládali benediktinští mniši. Zpočátku byly zvony vyráběny pouze při klášterech, teprve se vznikem měst ve 12. století i zvonařství jako řemeslo přestává být doménou klášterů a dochází k jeho přesunu do měst. Tento proces je však jen pozvolný, mezitím probíhá v různých oblastech různě dlouhá fáze „putujících zvonařů“, kteří každoročně vyráželi na cesty jen s měřidly a zásobou ornamentů a nabízeli své služby jak městům, tak klášterům. Teprve ve 13.–15. století začínají vznikat stabilní městské zvonárny. Ve 14. století dochází také ke specializaci řemesla, jako samostatné obory začínají působit rolničkáři a zvonečníci, výrobci malých zvonů. Příbuznost si zvonařství udrží po celou dobu zejména k puškařství, konvářství a rournictví, zvonaři vyrábějí také cínové nádobí a křtitelnice a také funkce zvonů se začíná rozšiřovat. Přestože se dochovala zvonů málo, lze se domnívat, že se ve 13.–14. století rozšířily do většiny kostelů.

## 14. století v českých zemích
Nejstarší dochovaný v Čechách zvon lze těžko určit, protože většina zvonů z té doby není datována nebo se v dataci vyskytují chyby. Způsobila je jednak negramotnost či nedůslednost zvonařů, kterým při lepení liter nápisu často vypadly římské číslice z data nebo písmena z nápisu. Dále bývají vlivem koroze kovu na starých zvonech nápisy velmi obtížně čitelné.
Nejstarší dochovaný zvon s datací se nachází v Chebu a byl pořízen roku 1286. Je třeba říci, že v té době Chebsko ještě k Zemím koruny české trvale nepatřilo. V současnosti je vystaven v regionálním muzeu v Chebu.
Za nejstarší dosud funkční zvon býval ve starší literatuře uváděn zvon Vilém, přenesený po zrušení benediktinského kláštera ve Vilémově do zvonice děkanského kostela v Havlíčkově Brodě s letopočtem 1305, avšak novější studie údaje opravily: zvon nese letopočet 1335 a jméno tehdy úřadujícího opata.
Nejstarším datovaným je tedy zvon ze zbořeného klášterního kostela v Benešově, podle nápisu jde o dílo zvonaře Rudgera z roku 1322. Nejstarší, ve zlomcích zachovaný, zvon je datovaný rokem 1313 s dedikací opata Bavora a pochází z klášterního kostela benediktinů v Praze - Břevnově; po husitských válkách byl přenesen do Staroměstské radnice, kde zvonil až do 7. května 1945; při požáru Staroměstské radnice spadl z věže a rozbil se. Jeho zbytky i s datovacím nápisem byly přeneseny do sbírek Muzea hl. m. Prahy, v jeho depozitáři je uchován rovněž sádrový odlitek celého zvonu z období rekvizice za první světové války, který byl na jubilejní výstavě k miléniu vystaven také v klášteře v Břevnově.
Nejstarší datovaný zvon na Moravě nalezneme v Brně v kostele sv. Tomáše. Zvon pochází z roku 1393.
Nejstarší v celku dochovaný zvon s datací v Praze je až z 15. století, a to v kostele sv. Havla na Starém Městě – zvon Maria z roku 1455. Druhý nejstarší zvon jménem Kateřina z roku 1475 je dílem novoměstského zvonaře Jeronýma a je zavěšen ve věži kostela Nanebevzetí Panny Marie ve Strahovském klášteře.

## 15.–16. století: zlatý věk českého zvonařství

### Praha

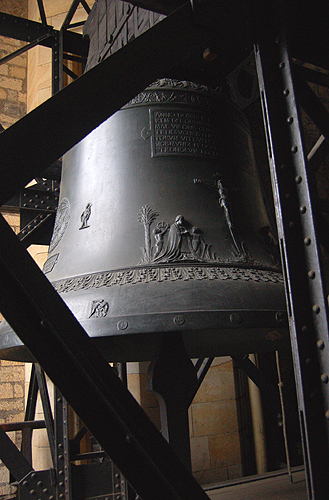
Zvon Zikmund od Tomáše Jaroše z Brna

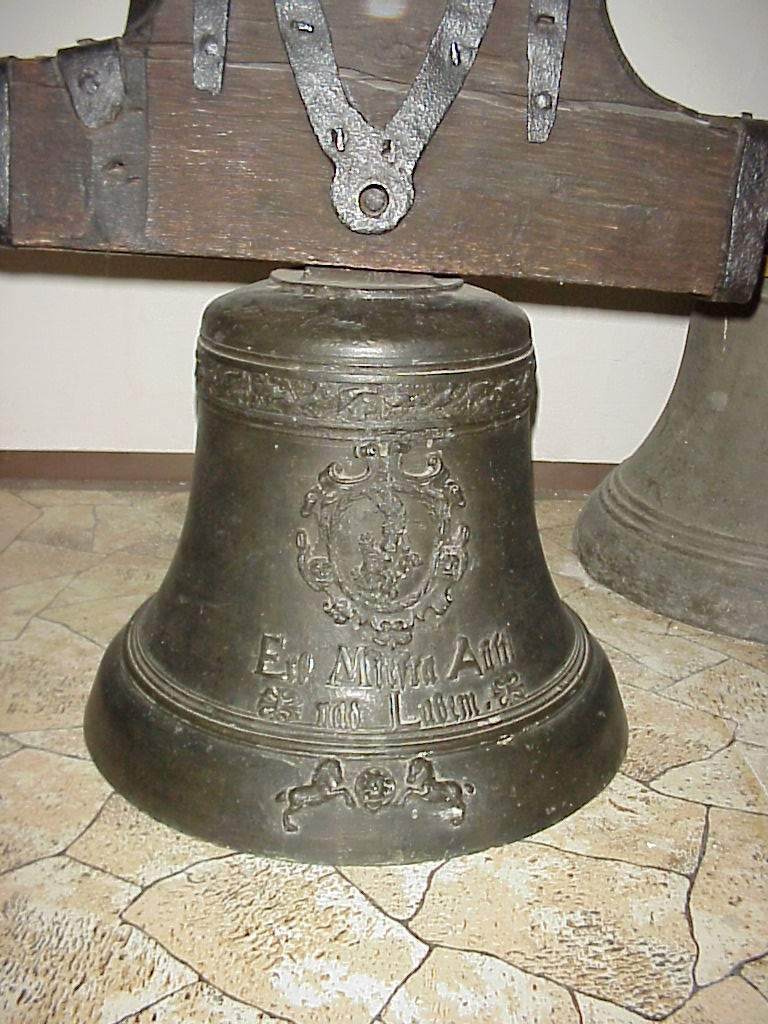
Malý zvon od Brikcího z Cimperka

Nárůst v produkci zvonů lze v Praze předpokládat už od počátku 14. století, husitské války způsobily přerušení tohoto vývoje a při devastaci kostelů pochopitelně utrpěly také zvony. Není ovšem pravdou, že by se v Česku v době husitství zvony neodlévaly, neboť máme doklady o mnohých zvonařích a zvonech z té doby. Jak posléze přibývají další možnosti použití zvonů, stoupá také poptávka a řemeslo v 16. století dosahuje největšího rozvoje a úrovně. Současně se zvonařstvím dochází také k postupnému rozvoji dělolijectví, s nímž bylo zvonařství úzce spjato.
Řemeslu se věnuje celá řada mistrů, za nejvýznamnější pražské zvonaře jsou považováni Tomáš Jaroš z Brna (asi 1500–1570) a Brikcí z Cimperka (zvony odlévá v letech 1550–1599), který pocházel ze staré zvonařské rodiny. Jeho děd, zvonař Bartoloměj (zvony odlévá v letech 1498–1532) byl tvůrcem velkého množství zvonů, a stal se jejich prvním velkovýrobcem v Česku. Je ovšem nutno dodat, že se tato velkovýroba podepsala na kvalitě výzdoby zvonů, která se na nich donekonečna opakuje, neboť v jeho době ještě zvonaři neměli dokonale zvládnut výpočet profilu zvonu, a proto se především u malých zvonů uchylovali raději ke skromnější výzdobě, aby tak nedošlo k narušení celkového hlasu zvonu. V tomto směru velmi pozvedl výrobu právě zmiňovaný Tomáš Jaroš, tvůrce svatovítského Zikmunda, největšího českého zvonu, na kterém se objevují některé prvky, až do té doby ve výzdobě českých zvonů neznámé. Inovací je například užití otisků mincí na věnci zvonu, ucha zvonové koruny zdobená tzv. „maskami“ (tvářemi) nebo psaní textů nejen do pásů kolem čepce, ale též do tabulek na krku zvonu. Kromě Zikmunda je Tomáš Jaroš tvůrcem velkého cimbálu v lucerně velké věže chrámu sv. Víta, mnoha dalších zvonů a především vynikající Zpívající fontány v Královské zahradě Pražského Hradu. Významný je pro dějiny zvonařství Jarošův pomocník, Vavřinec Křička z Bitýšky, který napsal spis o odlívání zvonů. Spis je jedním z mála historických záznamů postupu výroby zvonu.
Další pražský zvonař, o generaci mladší nástupce Tomáše Jaroše, Brikcí z Cimperka, využil jeho nových způsobů výzdoby a dokázal pak plněji využívat celou plochu zvonu, pročež je považován za nejlepšího českého zvonaře všech dob.

### Ostatní města
Vedle Prahy se zvonařství rozvíjí i v jiných městech, mimořádné úrovně dosáhlo v Kutné Hoře, kde se mu v 15.–16. století věnuje zvonařský rod Ptáčků a na něj navazující rod Klábalů. Nejvýznamnější zástupce, mistr Ondřej Ptáček (zvony odlévá v letech 1472–1513) proslul kromě zvonů také odléváním křtitelnic zvonovitého tvaru. Kutná Hora měla oproti jiným městům nezanedbatelnou výhodu, kterou představoval relativní dostatek potřebných kovů.
Dalšími městy, kde zvonařství dosáhlo vysoké úrovně byly např. Hradec Králové, Plzeň, Roudnice nad Labem a České Budějovice.

## Pobělohorský úpadek českého zvonařství
Poté, co ve 20. letech 17. století vymřela rodina „z Cimperka“, dochází k markantnímu úbytku českých zvonařů, kteří jsou nahrazováni cizími mistry. Příčina tohoto jevu zůstává tak trochu záhadnou, lze ovšem usuzovat na souvislost s pobělohorskými konfiskacemi a celkovou germanizací českých zemí, svou roli také bezpochyby sehrálo určité „nasycení trhu“ co se týče zvonů.
Faktem je, že se v Česku od pobělohorské doby odlévá méně zvonů, a to téměř výhradně v dílnách zvonařů německého nebo (zejména na Moravě) rakouského původu.
Zvláštním fenoménem jsou zvonaři z Lotrinska. Jak bylo řečeno výše, zvonaři po několik staletí za svým řemeslem putovali, stabilní dílny vznikají jak v českých zemích, tak i v celé Evropě až přibližně v 15. století. Nicméně v Lotrinsku mělo putování po Evropě tak hlubokou tradici, že se od ní neodklonili ani poté a díky tomu, že odváděli kvalitní práci a dlouho bylo možné v Evropě nalézt oblasti, kde se spolehlivá stálá dílna nenacházela, udrželi si charakter putujícího řemesla i v pozdější době. Teprve v 17. století se dostávají do ostrých sporů s domácí konkurencí, která začíná jejich činnost zakazovat. Proto se zvonaři musí někde povinně usadit. Právě toto zužování jejich možností uplatnění zapříčinilo jejich snahu prosadit se i v odlehlejších částech Evropy, tedy i v českých zemích – ze záplavy jmen, od nichž je však zpravidla dochováno jen několik děl, uveďme rody Arnoldů, Michelinů či Pricqueyů.
V 17. století nedochází jen ke kvantitativní poklesu ve výrobě zvonů, ale k úpadku dochází i v kvalitě výrobků. Zvonařství se postupně stává především řemeslem, umělecký prvek se z výzdoby zvonů začíná vytrácet. Objevují se ovšem stále nové zvonařské rodiny a zvonařství proniká do dalších měst. Ke změně dochází také co se týče obsahu nápisů, které se stále rozšiřují a prodlužují někdy až na úkor ostatní výzdoby, díky nim se lze dočíst nejen o zasvěcení, ale někdy též o často nepřeberném množství donátorů, kteří na zvon přispěli. Jedním z velkých technických nedostatků, které se k nám rozšířily spolu s cizími zvonaři, bylo nevhodné ploché srdce s dlouhou výpustí a kotvou na konci.
Postupně se také přestává dbát na akustickou stránku odlévaných zvonů. Dalším negativním, i když logickým rysem protireformační doby je přelévání zvonů s husitskými motivy. Přelévání a destrukce zvonů není pouze české specifikum, paralelu lze najít například při Velké francouzské revoluci, kdy rovněž bylo zničeno mnoho zvonů jako symbolů přežité církve.
K velkému rozšíření zvonů v Česku nepřímo přispěla Marie Terezie, která r. 1751 vydala tzv. ohňový patent. Ten totiž mimo jiné přikazoval, aby byl v každé obci zvon, jímž by bylo možné zvonit na poplach. Tyto malé zvony, které byly posléze hojně zavěšovány do návesních zvoniček, byly zpravidla pouze signálním instrumentem bez výzdoby, jen se signaturou.
V 18. a 19. století zvonařství ve jménu úpadku a již zmíněného odklonu od „umění“ k „řemeslu“.

## Světové války a devastace zvonového fondu
Světové války nejradikálněji poznamenaly stav zvonů v Česku. Kvůli získání barevných kovů pro válečné účely byly nemilosrdně rekvírovány zvony kostelů a kaplí. Odhaduje se, že rekvizice dohromady pohltily asi 10.000 zvonů, respektive 12.000 zvonů, z nichž bylo po II. světové válce asi 15 % vráceno. Odhad je velmi nejistý, protože úplná evidence zvonů neexistovala a neexistuje ani dnes, v tom, zda větší škody napáchala první nebo druhá světová válka, dodnes není jasno, ostatně úplné soupisy zvonů, zrekvírovaných za druhé světové války, se nedochovaly.

### První světová válka

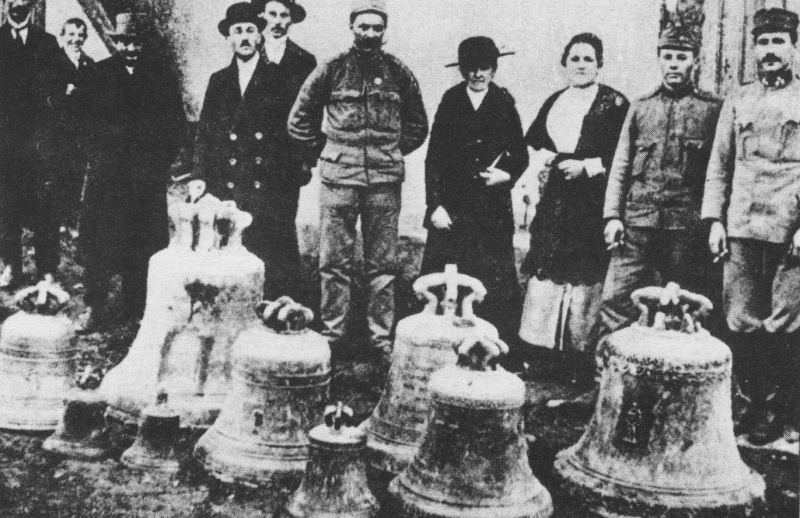
Zabavené zvony z českých vesnic

První zvony (a také jiné kostelní cínové předměty) byly odebírány už od počátku války, ovšem k masovým rekvizicím se přistupuje až v r. 1916 podle státního nařízení z 8. srpna. Podle něj měly být zrekvírovány všechny zvony mladší r. 1600, až na označené výjimky, přičemž z každého okresu měly být zrekvírovány alespoň 2/3 celkové hmotnosti zvonů.
Druhá rekvizice podle nařízení z 22. května 1917 se vztahovala na všechny zvony, kromě těch s historickou či uměleckou hodnotou, kromě signálních a kromě zvonů menšího průměru než 25 cm. Po nich měla následovat ještě třetí rekvizice v r. 1918, ale naštěstí válka skončila.
Pro určování umělecké kvality zvonů byla sestavena zvonová komise, složená z předních českých odborníků na tuto problematiku. Při vytváření odborných posudků se pak v komisi rozpoutala vášnivá diskuse, zda rozhodujícím faktorem pro zachování zvonů má být pouze stáří či také umělecká dokonalost. Faktem ovšem zůstává, že rekviziční výbor na výsledky této zvonové komise stejně příliš nedbal a mnoho zvonů bylo zrekvírováno dřív, než mohly být vůbec zdokumentovány. Docházelo také ke katastrofálním přehmatům v odhadu skutečného stáří zvonů.
Rekvizice vyvolaly vlnu odporu, v regionálních časopisech se objevují četné články na památku zvonů, někteří lidé z vesnic se dokonce pokoušejí zvony ukrýt. Zvony často byly při snímání prostě shozeny dolů z věže, takže i některé z těch, které rekvizici přečkaly, si na tuto událost dodnes nesou památku v podobě otlučení nebo uražených uch.
Fráňa Šrámek o průběhu rekvizic napsal hru Zvony, v níž zvony symbolizují svědomí vesnice – při jejich snímání z věže kostela lidé ztratí poslední kapku soudnosti a upadnou do hříšnosti. Jenže zvony nakonec ve vsi zůstanou (úřední omyl), na posměch a pro ostudu všem hříšníkům.
K vyprázdnění věží kostelů a kapliček docházelo pod záminkou získání barevných kovů na výrobu děloviny pro kanóny. K tomuto využití zvonového kovu ovšem často ani nedošlo, část mědi posloužila např. na výrobu modré skalice, která pak byla využita proti révokazu na uherských vinicích, což svědčí o tom, že rekvizice nebyly jen účelovou záležitostí, ale také jakousi poslední snahou habsburské monarchie ukázat svou moc[zdroj⁠?!]. Svědčí o tom i fakt, že byly rekvírovány i některé ocelové zvony, jejichž hmotnostní hodnota nevyváží hodnotu pořizovacích nákladů.

### Meziválečné období
Mezi válkami zvonařským dílnám nastala nová práce, jejímž cílem bylo co nejrychleji vyplnit širokou trhlinu, kterou českému zvonovému fondu válka způsobila. Toto doplňování ovšem bylo prováděno dílnami s nepříliš zdatnými zvonaři, pro které nebylo snadné odlít nový zvon tak, aby ladil se starým, a proto se raději i starý přelil, takže ještě i po válce docházelo k tomuto téměř absurdnímu ochuzování zvonového fondu o historicky cenné zvony. Přelévání nepoškozených starých zvonů bylo ovšem záhy, v r. 1924 zakázáno. Některé obce se také po válce obracely na renomovaná zvonařství v Rakousku. Například město Slavonice si nechalo v roce 1919 odlít zvon u renomované firmy Böhler z Kapfenbergu (nyní nese název Böhler-Uddeholm AG).
Vedle německých dílen, z nichž největší význam měly především zvonárny Pernerů v Českých Budějovicích, Diepoldů v Praze a Heroldů v Chomutově, začíná tehdy významně působit po staletích opět i dílna česká, a to zvonárna Rudolfa Manouška v České u Brna. Ta byla založena r. 1913 a podařilo se v ní ovládnout technologii, kterou žádná dílna v Česku před tím nedělala – dokážou totiž restaurovat puklé zvony, takže je není třeba přelévat a historické zvony mohou zůstat zachovány pro pozdější generace. Restaurování bylo známo už od 16. století, ale k jeho reálnému uplatňování docházelo až v 19. století, kdy jím proslula především švédská rodina Ohlsonů, jimiž byly restaurovány i některé zvony v Česku. V dílně Manoušků se provádí od r. 1928.

### Druhá světová válka

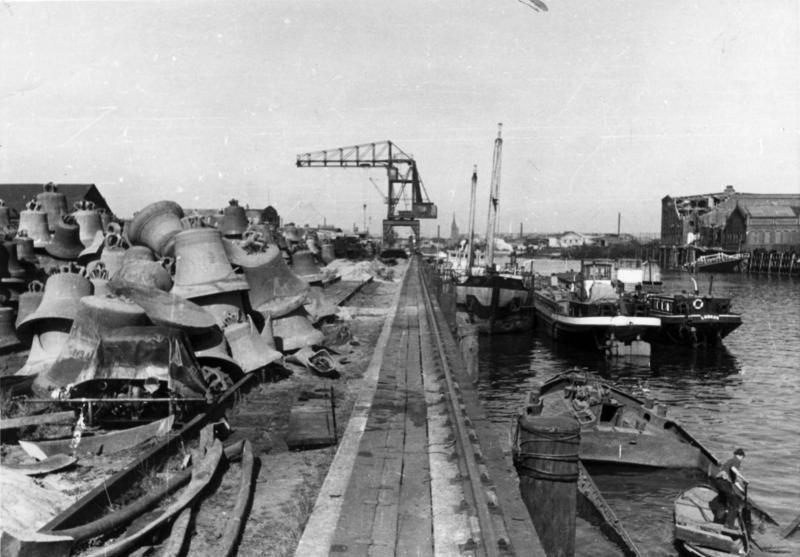
Část zvonů, které přečkaly válku, čeká v roce 1947 na identifikaci na tzv. „Hřbitově zvonů“ v hamburském přístavu

Za druhé světové války došlo k rekvizicím v letech 1941–1942 (vládní nařízení z 26. listopadu 1941). Sběrny zvonoviny byly v Ostravě a v Praze na Maninách. Odtud byly po Labi odvezeny do Hamburku, odtud po bombardování do Lünenu. Tavírna zvonů byla v Essenu.
Zvony byly rozděleny do čtyř kategorií a označeny barevnými úředními čísly, která jsou na některých zvonech dodnes patrná. Kategorie byly:
- A – zvony ulité po I. světové válce, zvony označené zeleným pruhem.
- B – novodobé předválečné zvony, žlutý pruh.
- C – historicky cenné zvony, červený pruh.
- D – zvláště historicky cenné zvony.

Nejvíce byly postiženy zvony v kostelích Sudet s českými nápisy, které byly kostelům odebrány takřka bezvýhradně. Všechny odebrané zvony nebyly zničeny a část se jich podařilo po válce získat zpět. Byla dokonce ustavena komise pro pátrání po zabavených, ale dosud nerozlitých zvonech, uložených v německých sběrnách. Tato komise dosáhla některých dílčích výsledků (navrácení 432 zvonů do Čech v r. 1946 ze skladu v Lünenu), avšak její činnost v podstatě končí rokem 1948, pročež záležitost zůstala do dnešní doby nedořešena (např. až v roce 2014 byly navráceny dva historické zvony z roku 1942 do Bohumína – Starého Bohumína).

## Renesance českého zvonařství po II. světové válce

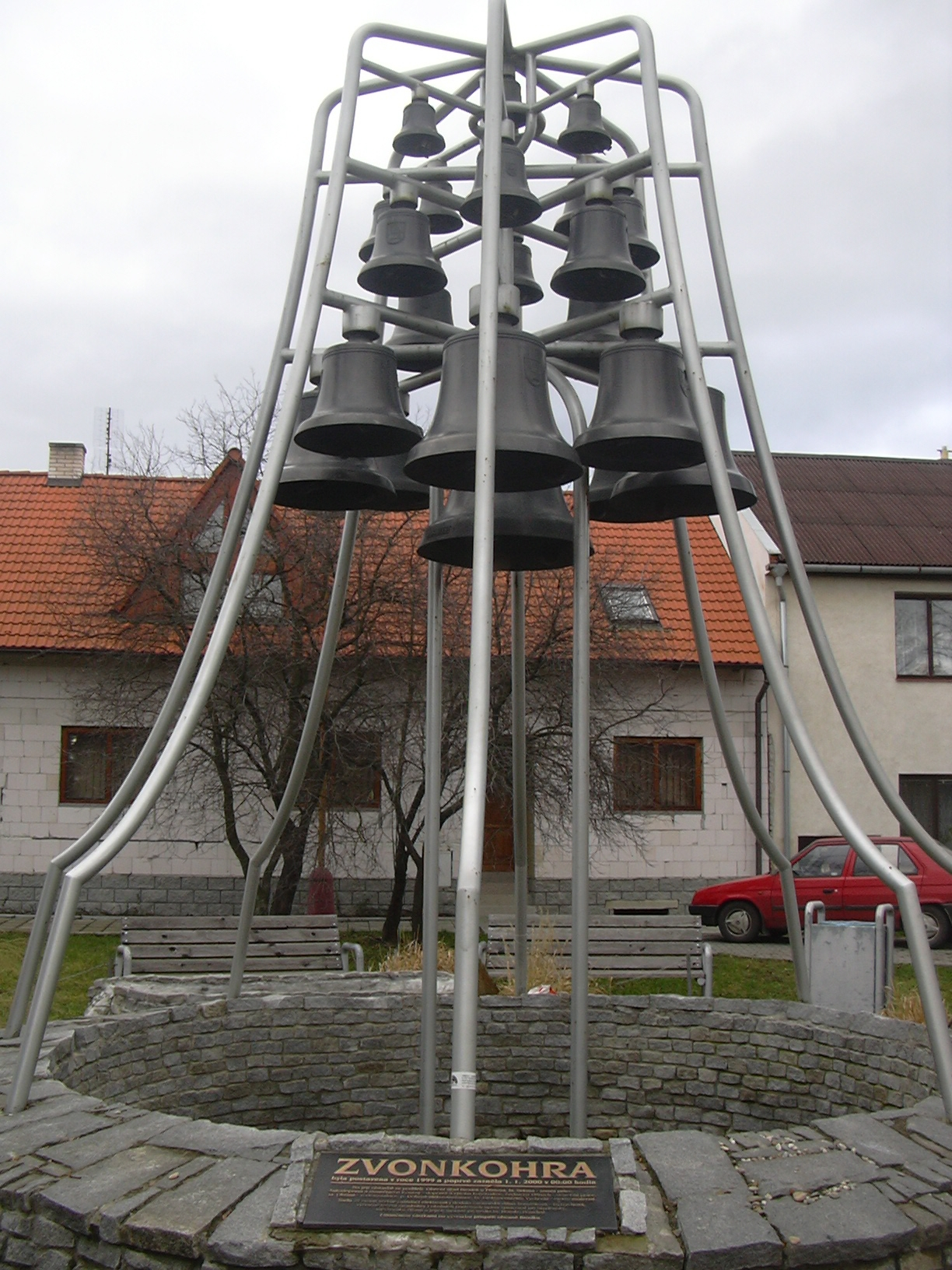
Zvonkohra z dílny Dytrychů v Brodku Přerova

Po válce opět dochází k pozvolnému odlévání nových zvonů do opuštěných kostelních věží, avšak tento proces už zdaleka nebyl tak snadný jako mezi válkami, protože komunistický režim zvonům a vůbec všemu, co nějak souvisí s církví, příliš nepřál, pročež se mezeru, způsobenou rekvizicemi dodnes nepodařilo napravit. Velmi zhruba lze odhadnout, že v současnosti se v Česku nachází asi 8 000 zvonů.
Kromě několika málo zvonů, dovážených ze zahraničí (např. ze zmíněné dílny Pernerů, která přesídlila z Českých Budějovic do Pasova, kde působí dodnes), a zvonů vesměs malých rozměrů, pořízených některými méně významnými dílnami, v Česku své výrobky tvoří především dvě zvonárny, a to výše zmíněná dílna Manoušků a Dytrychové z Brodku u Přerova. Zvonárna Manoušků byla znárodněna a na počátku 60. let musela dokonce svou činnost ukončit, avšak v r. 1967 byla obnovena v Praze na Zbraslavi. V jejím čele dnes stojí vnuk zakladatele dílny, Ing. Petr Rudolf Manoušek.
Druhá dílna, založená v r. 1950 Josefem Dytrychem, rovněž odlévá zvony, které mají světové uznání a dodávají se i daleko do zahraničí, v r. 1990 odlila např. zvon pro papeže Jana Pavla II. Po Josefu Dytrychovi dílnu nadále vedla jeho žena Laeticie, dnes v jejím čele stojí další generace.
Obě dílny odlévají mnoho zvonů také pro Slovensko, kde žádná zvonárna není.
Kromě těchto zvonáren se v několika dalších dílnách vyrábějí zvony menších rozměrů, můžeme zmínit např. firmu Josefa Tkadlece v Halenkově (okres Vsetín) a Michala Votruby v Myslkovicích.

## Historické spisy o odlévání zvonů

### De diversis artibus – 12. století
V r. 1180 napsal benediktinský mnich Theophil Ruger z Německa třídílný spis De diversis artibus (O rozličných uměních), v němž poprvé zachytil teoretický návod k odlévání zvonů. První díl spisu pojednává o malířství, druhý o sklenářství a třetí o slévání kovů. Pětaosmdesátá kapitola (z devadesáti šesti) pojednává o zvonech. Z jeho pracovních postupů je zřejmé, že Theophil měl s těmito řemesly a zejména se sléváním kovů i praktické zkušenosti, jinak ovšem zřejmě nebyl vynálezcem nějaké nové metody, jeho dílo je spíše shrnutím dosavadních poznatků. Kapitola obsahuje i popis zvonové hlavy a zavěšování zvonu na věž, z čehož je zřejmé, že už tehdy, stejně jako dnes, zvonaři dohlíželi i na správné zavěšení zvonu.

### Pirotechnica – 16. století
Dílo Pirotechnica vytvořil na počátku 16. století Vanuccio Biringuccio. Spis je pozoruhodný také tím, že obsahuje i kapitolu o opravách puklých zvonů, ač reálně se takové nehody napravovaly až do 19. století přeléváním a i dnes dokáže puklinu na zvonu opravit jen málokterá zvonárna. V Biringucciově díle je také poprvé užito slovo bronz.

### Návod – 16. století
Vavřinec Křička z Bítyšky (zemřel 1570), pomocník zvonaře Tomáše Jaroše z Brna, napsal česky v polovině 16. století spis Návod k lití a přípravě děl, kulí, hmoždířů, zvonů, konví ke zvedání vody, k vodotryskům a p. četnými kresbami opatřený. Svůj spis pravděpodobně napsal jako instrukce pro svou zvonařskou rodinu. Skládá se ze čtyř částí:
- zbrojní materiál,
- konstrukce pump,
- konstrukce a výroba zvonů a cymbálů,
- slévání; konstrukce pecí.

### Instrukce pro zvoníky – 17. století
Kašpar Arsenius z Radbusy vytvořil v r. 1624 zajímavý spis Instrukce pro zvoníky.